# HŽ 2042 sorozat
A HŽ 2042 sorozat egy horvát Bo'Bo' tengelyelrendezésű dízelmozdony-sorozat. A HŽ üzemelteti. Beceneve: „Đuran”. A mozdony két alsorozatból áll: a 000-s alsorozatot 1967-ben, míg a 100-as alsorozatot 1962 és 1965 között gyártották. A 100-as alsorozat erősebb motorral rendelkezik, és a tömege is nagyobb.